# Хрипівська сільська рада
Хрипі́вська сільська́ ра́да — адміністративно-територіальна одиниця та орган місцевого самоврядування в Городнянському районі Чернігівської області. Адміністративний центр — село Хрипівка.

## Загальні відомості
Хрипівська сільська рада утворена у 1957 році.
- Територія ради: 49,61 км²
- Населення ради: 1 130 осіб (станом на 2001 рік)

## Населені пункти
Сільській раді підпорядковані населені пункти:
- с. Хрипівка
- с. Півнівщина
- с. Політрудня

## Склад ради
Рада складається з 12 депутатів та голови.
- Голова ради: Миненко Володимир Миколайович
- Секретар ради: Вербицька Наталія Олександрівна

### Керівний склад попередніх скликань
| Прізвище, ім'я, по батькові   | Основні відомості                                                                                  | Дата обрання | Дата звільнення |
| ----------------------------- | -------------------------------------------------------------------------------------------------- | ------------ | --------------- |
| Ткаченко Олександр Яковлевич  | Сільський голова, 1961 року народження, безпартійний                                               | 26.03.2006   | 31.10.2010      |
| Миненко Володимир Миколайович | Сільський голова, 1958 року народження, освіта вища, член Всеукраїнського об'єднання «Батьківщина» | 31.10.2010   |                 |

Примітка: таблиця складена за даними сайту Верховної Ради України

### Депутати
За результатами місцевих виборів 2010 року депутатами ради стали:

#### За суб'єктами висування
| Суб'єкт висування               | Кількість обраних депутатів | %    |
| ------------------------------- | --------------------------- | ---- |
| Партія регіонів                 | 6                           | 50   |
| Самовисування                   | 5                           | 41,7 |
| Політична партія «Сила і честь» | 1                           | 8,3  |

#### За округами
| № округу                        | Прізвище, ім'я, по батькові     | Дата визнання обраним | Освіта  | Партійна приналежність                | Відомості про обраного депутата             |
| ------------------------------- | ------------------------------- | --------------------- | ------- | ------------------------------------- | ------------------------------------------- |
| Партія регіонів                 |                                 |                       |         |                                       |                                             |
| 3                               | Щерба Алла Анатоліївна          | 01.11.2010            | середня | член Партії регіонів                  | тимчасово не працює                         |
| 8                               | Ткаченко Наталія Миколаївна     | 01.11.2010            | вища    | позапартійна                          | Хрипівська сільська бібліотека, завідувачка |
| 9                               | Мазур Оксана Федорівна          | 01.11.2010            | середня | член Партії регіонів                  | СТОВ «Іскра», бухгалтер                     |
| 10                              | Коноваленко Галина Федорівна    | 01.11.2010            | середня | позапартійна                          | магазин с. Півнівщина, продавець            |
| 11                              | Сироїд Олена Федорівна          | 01.11.2010            | вища    | член Партії регіонів                  | пенсіонер                                   |
| 12                              | Більський Олександр Васильович  | 01.11.2010            | середня | член Партії регіонів                  | Гідровузол, наглядач                        |
| Політична партія «Сила і Честь» |                                 |                       |         |                                       |                                             |
| 4                               | Вербицька Наталія Олександрівна | 01.11.2010            | вища    | член Політичної партії «Сила і Честь» | Хрипівська сільська рада, секретар          |
| Самовисування                   |                                 |                       |         |                                       |                                             |
| 1                               | Пацюк Тамара Сергіївна          | 01.11.2010            | середня | позапартійна                          | Медичний склад 1134, завідувачка            |
| 2                               | Коновалова Світлана Миколаївна  | 01.11.2010            | середня | член Партії регіонів                  | тимчасово не працює                         |
| 5                               | Іванчук Ганна Григорівна        | 01.11.2010            | середня | член Партії регіонів                  | тимчасово не працює                         |
| 6                               | Карась Валентина Миколаївна     | 01.11.2010            | середня | позапартійна                          | Райспоживспілка, завмаг                     |
| 7                               | Межевська Алла Михайлівна       | 01.11.2010            | середня | член Партії регіонів                  | тимчасово не працює                         |